# Temporada 1969 del Campeonato Mundial de Resistencia

## Carreras
| 24 Horas de Daytona 02/02/1969 Daytona International Speedway    | 24 Horas de Daytona 02/02/1969 Daytona International Speedway | 24 Horas de Daytona 02/02/1969 Daytona International Speedway | 24 Horas de Daytona 02/02/1969 Daytona International Speedway | 24 Horas de Daytona 02/02/1969 Daytona International Speedway | 24 Horas de Daytona 02/02/1969 Daytona International Speedway |
| Pos                                                              | N°                                                            | Piloto                                                        | Auto                                                          | Equipo                                                        | Clase                                                         |
| ---------------------------------------------------------------- | ------------------------------------------------------------- | ------------------------------------------------------------- | ------------------------------------------------------------- | ------------------------------------------------------------- | ------------------------------------------------------------- |
| 1°                                                               | 6                                                             | Donohue / Parsons                                             | Lola T70 Mk.3B GT Chevrolet                                   | Roger Penske Racing                                           | S5.0                                                          |
| 2°                                                               | 8                                                             | Leslie / Motschenbacher                                       | Lola T70 Mk.3 GT Chevrolet                                    | American International Racing                                 | S5.0                                                          |
| 3°                                                               | 26                                                            | Titus / Ward                                                  | Pontiac Firebird                                              | Jon Ward Racing Ent.                                          | T5.0                                                          |
| 4°                                                               | 20                                                            | Adamowicz / Jennings / Wetanson                               | Porsche 911 T                                                 | P.A.R.T.                                                      | GT2.0                                                         |
| 5°                                                               | 14                                                            | Everett / Johnson / Coleman                                   | Porsche 911                                                   | Fine Grinding Co.                                             | T2.0                                                          |
| 6°                                                               | 39                                                            | Kleinpeter / Gunn / Beatty                                    | Chevron B8 BMW                                                | Raceco of Miami                                               | S2.0                                                          |
| 7°                                                               | 9                                                             | Patrick / Jordan                                              | Lola T70 Mk.3 GT Chevrolet                                    | American International Racing                                 | S5.0                                                          |
| 8°                                                               | 47                                                            | Williamson / Drolsom                                          | Porsche 911                                                   | Dr. Harold Williamson                                         | T2.0                                                          |
| 9°                                                               | 68                                                            | Duval / Nicholas                                              | Porsche 911 T/R                                               | Jacques Duval                                                 | GT2.0                                                         |
| 10°                                                              | 48                                                            | Wicky / Garant                                                | Porsche 911 T                                                 | Wicky Racing Team                                             | GT2.0                                                         |
| 11°                                                              | 97                                                            | Maglioli / Pinto                                              | Lancia Fulvia HF Zagato                                       | Algar Enterprises                                             | P2.0                                                          |
| 12°                                                              | 5                                                             | Grossman / Dini                                               | Chevrolet Camaro                                              | Randy's Auto Body                                             | T5.0                                                          |
| 13°                                                              | 28                                                            | Corwin / Manner / Baird                                       | Chevrolet Camaro                                              | Flem-Cor Ent.                                                 | T5.0                                                          |
| 14°                                                              | 86                                                            | Harrison / Ryan                                               | Porsche 911                                                   | RBM Motors                                                    | T2.0                                                          |
| 15°                                                              | 61                                                            | Gregory / Broström                                            | Porsche 910                                                   | Sportscars Unlimited Switzerland                              | S2.0                                                          |
| 16°                                                              | 96                                                            | Drolet / Tremblay / Gimondo / Belperche                       | Chevrolet Corvette                                            | Zorian Productions, Ltd.                                      | GT+5.0                                                        |
| 17°                                                              | 83                                                            | Baker / Baker / Richards                                      | Austin-Healey Sprite                                          | MacMillan Ring Free                                           | P2.0                                                          |
| 18°                                                              | 4                                                             | McDaniel / Pieper / Scott                                     | Zink VSR Volkswagen                                           | HRH Corp.                                                     | P2.0                                                          |
| 19°                                                              | 55                                                            | Gammon / Mummery                                              | MGB                                                           | Waldron Motors                                                | GT2.0                                                         |
| 20°                                                              | 62                                                            | Bartling / Hochreuter / Brezinka                              | Porsche 906                                                   | Rainer Brezinka                                               | S2.0                                                          |
| 21°                                                              | 18                                                            | Carter / Adams                                                | Chevrolet Camaro                                              | Maurice Carter Chevrolet                                      | T5.0                                                          |
| 22°                                                              | 32                                                            | Rose / Richards                                               | Chevrolet Camaro                                              | Harold Rose                                                   | T5.0                                                          |
| 23°                                                              | 41                                                            | Posey / Rodríguez                                             | Ferrari 275 GTB/C                                             | North American Racing Team                                    | GT5.0                                                         |
| 24°                                                              | 53                                                            | Schütz / Mitter / Attwood                                     | Porsche 908L                                                  | Porsche System Engineering                                    | P3.0                                                          |
| 25°                                                              | 79                                                            | Riley / Mollin                                                | Volvo 122 S                                                   | Arthur Mollin Racing                                          | T2.0                                                          |
| 26°                                                              | 1                                                             | Ickx / Oliver                                                 | Ford GT40                                                     | J. W. Automotive Eng.                                         | S5.0                                                          |
| 27°                                                              | 81                                                            | Pryor / Marina                                                | Alfa Romeo Giulia SS                                          | Auto of Italy, Inc.                                           | GT2.0                                                         |
| 28°                                                              | 15                                                            | Bock / Dent                                                   | Chevrolet Camaro                                              | Larry Drover                                                  | T5.0                                                          |
| 29°                                                              | 56                                                            | Harris / Waldron / Scott                                      | MGB                                                           | Waldron Motors                                                | GT2.0                                                         |
| 30°                                                              | 43                                                            | Wright / Craine                                               | Porsche 911                                                   | Gary Wright                                                   | T2.0                                                          |
| 31°                                                              | 98                                                            | Hollander / Clark / Marsula                                   | Lancia Fulvia HF Zagato                                       | Algar Enterprises                                             | P2.0                                                          |
| 32°                                                              | 50                                                            | Siffert / Herrmann                                            | Porsche 908L                                                  | Porsche System Engineering                                    | P3.0                                                          |
| 33°                                                              | 2                                                             | Hobbs / Hailwood                                              | Ford GT40                                                     | J. W. Automotive Eng.                                         | S5.0                                                          |
| 34°                                                              | 46                                                            | Debo / Parkerson                                              | Triumph TR4                                                   | Bud Boles Racing                                              | GT5.0                                                         |
| 35°                                                              | 54                                                            | Stommelen / Ahrens, Jr.                                       | Porsche 908L                                                  | Porsche System Engineering                                    | P3.0                                                          |
| 36°                                                              | 52                                                            | Elford / Redman                                               | Porsche 908L                                                  | Porsche System Engineering                                    | P3.0                                                          |
| 37°                                                              | 51                                                            | Attwood / Buzzetta                                            | Porsche 908L                                                  | Porsche System Engineering                                    | P3.0                                                          |
| 38°                                                              | 77                                                            | Gifford / Campbell                                            | Porsche 911                                                   | Williams Racing Ent.                                          | T2.0                                                          |
| 39°                                                              | 22                                                            | Bailey / Locke / Downs                                        | Porsche 911                                                   | P.A.R.T.                                                      | T2.0                                                          |
| 40°                                                              | 73                                                            | Opert / Sanford                                               | Porsche 911                                                   | Fred Opert Racing                                             | T2.0                                                          |
| 41°                                                              | 57                                                            | Heinz / Moerwald                                              | MGB                                                           | David Heinz Imports                                           | GT2.0                                                         |
| 42°                                                              | 33                                                            | McComb / Dooley                                               | Ford Mustang                                                  | John McComb Racing                                            | T5.0                                                          |
| 43°                                                              | 91                                                            | Mastandrea / Silvers / Ormes                                  | Chevrolet Camaro                                              | Mar Shipping Co.                                              | T5.0                                                          |
| 44°                                                              | 11                                                            | Yenko / Guldstrand                                            | Chevrolet Camaro                                              | Best Photo Serv. Inc.                                         | T5.0                                                          |
| 45°                                                              | 67                                                            | Thompson / Harrell / DeLorenzo                                | Chevrolet Corvette Sting Ray                                  | Owens-Corning Fiberglass Troy Promotions                      | GT+5.0                                                        |
| 46°                                                              | 21                                                            | Netterstrom / Kelly                                           | Porsche 911                                                   | P.A.R.T.                                                      | T2.0                                                          |
| 47°                                                              | 58                                                            | Soler-Roig / Lins                                             | Porsche 907 2.2                                               | Escudería Nacional CS                                         | P3.0                                                          |
| 48°                                                              | 36                                                            | Pickett / Downs                                               | Porsche 911                                                   | Dr. Wilbur Pickett                                            | T2.0                                                          |
| 49°                                                              | 40                                                            | Kolb / Biscaldi                                               | Ferrari Dino 206 S                                            | North American Racing Team                                    | P2.0                                                          |
| 50°                                                              | 17                                                            | McClain / Costanzo                                            | Chevrolet Camaro                                              | David H. McClain                                              | T5.0                                                          |
| 51°                                                              | 25                                                            | Dibos / Calabattisti                                          | Alfa Romeo T33/2 2.5                                          | Dibos Ch.                                                     | P3.0                                                          |
| 52°                                                              | 59                                                            | Gregg / Axelsson                                              | Porsche 911                                                   | Brumos Porsche                                                | T2.0                                                          |
| 53°                                                              | 99                                                            | Robson / Rodgers                                              | Jaguar XKE                                                    | Coguna Motors                                                 | GT5.0                                                         |
| 54°                                                              | 69                                                            | Lowther / Esseks / Dominianni                                 | Chevrolet Corvette                                            | Robert D. Esseks                                              | GT+5.0                                                        |
| 55°                                                              | 93                                                            | Cline / Pickering                                             | Triumph GT6                                                   | Richard Cline                                                 | GT2.0                                                         |
| 56°                                                              | 72                                                            | Hagan / McVeigh / Gillebard                                   | Mercury Cougar                                                | Lafayette Speed Center                                        | T5.0                                                          |
| 57°                                                              | 88                                                            | Grant / Oest / Batchin                                        | Lancia Fulvia HF                                              | Auto Enterprise of ChestnutHills                              | GT2.0                                                         |
| 58°                                                              | 38                                                            | Merello / Maglioli / Álvarez                                  | Ferrari 250 LM                                                | Team Raceco of Miami                                          | S5.0                                                          |
| 59°                                                              | 60                                                            | Norinder / Bonnier                                            | Lola T70 Mk.3B GT Chevrolet                                   | Sportscars Unlimited Switzerland                              | S5.0                                                          |
| 60°                                                              | 16                                                            | Rafferty / Gearhart / Wisler                                  | Chevrolet Corvette                                            | Rafferty Racing                                               | GT+5.0                                                        |
| 61°                                                              | 92                                                            | Jowett, Jr. / Fisher                                          | Chevrolet Camaro                                              | Wilton T. Jowett, Sr.                                         | T5.0                                                          |
| 62°                                                              | 66                                                            | DeLorenzo / Lang                                              | Chevrolet Corvette Sting Ray                                  | Owens-Corning Fiberglass Troy Promotions                      | GT+5.0                                                        |
| 63°                                                              | 45                                                            | Waltman / Bird                                                | Osca GT2 Maserati                                             | Scuderia Autosport                                            | S2.0                                                          |
| 12 Horas de Sebring 22/03/1969 Sebring International Raceway     |                                                               |                                                               |                                                               |                                                               |                                                               |
| Pos                                                              | N°                                                            | Piloto                                                        | Auto                                                          | Equipo                                                        | Clase                                                         |
| 1°                                                               | 22                                                            | Ickx / Oliver                                                 | Ford GT40                                                     | J. W. Automotive Engineering Ltd.                             | S5.0                                                          |
| 2°                                                               | 25                                                            | Amon / Andretti                                               | Ferrari 312 P                                                 | Ferrari S.P.A. SEFAC                                          | P3.0                                                          |
| 3°                                                               | 27                                                            | Stommelen / Buzzetta / Ahrens, Jr.                            | Porsche 908/02                                                | Porsche System Engineering Ltd.                               | P3.0                                                          |
| 4°                                                               | 44                                                            | Soler-Roig / Lins                                             | Porsche 907 2.2                                               | Escudería Nacional S.C.                                       | P3.0                                                          |
| 5°                                                               | 29                                                            | Mitter / Schütz                                               | Porsche 908/02                                                | Porsche System Engineering Ltd.                               | P3.0                                                          |
| 6°                                                               | 11                                                            | Motschenbacher / Leslie                                       | Lola T70 Mk.3 GT Chevrolet                                    | American International Racing, Inc.                           | S5.0                                                          |
| 7°                                                               | 30                                                            | Elford / Attwood                                              | Porsche 908/02                                                | Porsche System Engineering Ltd.                               | P3.0                                                          |
| 8°                                                               | 45                                                            | Baker / Smothers                                              | Porsche 906 E                                                 | Smothers Brothers Racing Team                                 | P2.0                                                          |
| 9°                                                               | 37                                                            | Rodríguez / Kolb                                              | Ferrari Dino 206 S                                            | N.A.R.T.                                                      | P2.0                                                          |
| 10°                                                              | 5                                                             | Yenko / Grossman                                              | Chevrolet Camaro Z/28                                         | Best Photo Service                                            | GT+5.0                                                        |
| 11°                                                              | 46                                                            | Capriles / Atencio                                            | Porsche 906 E                                                 | Escudería Manana                                              | P2.0                                                          |
| 12°                                                              | 52                                                            | Larrousse / Wicky / Sage                                      | Porsche 911 T                                                 | Wicky Racing Team                                             | GT2.0                                                         |
| 13°                                                              | 47                                                            | Bailey / Locke                                                | Porsche 911 T                                                 | P.A.R.T.                                                      | GT2.0                                                         |
| 14°                                                              | 2                                                             | Lang / Hufstader                                              | Chevrolet Corvette                                            | Troy Promotions, Inc.                                         | GT+5.0                                                        |
| 15°                                                              | 35                                                            | Hedges / Hopkirk                                              | MGC GT                                                        | British Leyland Motor Corporation                             | P3.0                                                          |
| 16°                                                              | 90                                                            | Netterstrom / Jennings / Downs                                | Porsche 911                                                   | P.A.R.T.                                                      | GT2.0                                                         |
| 17°                                                              | 53                                                            | Pickett / Gregg                                               | Porsche 911                                                   | Wilbur Pickett                                                | T2.0                                                          |
| 18°                                                              | 65                                                            | Maglioli / Pinto                                              | Lancia Fulvia Sport Competizione                              | Algar Enterprises, Inc.                                       | P2.0                                                          |
| 19°                                                              | 94                                                            | Ormes / Mastandrea                                            | Chevrolet Camaro                                              | Norberto Mastandrea (Freeport Bahama Racing Team)             | T5.0                                                          |
| 20°                                                              | 71                                                            | Baker / Richards / Baker                                      | Austin-Healey Sprite                                          | Ring Free Oil Racing Team                                     | P2.0                                                          |
| 21°                                                              | 4                                                             | Costanzo / Heinz                                              | Chevrolet Corvette                                            | Or Costanzo                                                   | GT+5.0                                                        |
| 22°                                                              | 17                                                            | Gimondo / Tremblay                                            | Chevrolet Camaro                                              | Bruce Behrens Racing Enterprises                              | T5.0                                                          |
| 23°                                                              | 72                                                            | Guthrie / Mims / Engemann                                     | Austin-Healey Sprite                                          | Ring Free Oil Racing Team                                     | P2.0                                                          |
| 24°                                                              | 1                                                             | DeLorenzo / Thompson                                          | Chevrolet Corvette                                            | Troy Promotions, Inc.                                         | GT+5.0                                                        |
| 25°                                                              | 16                                                            | Stevens / Barg                                                | Chevrolet Camaro                                              | Richard Stevens                                               | T5.0                                                          |
| 26°                                                              | 59                                                            | Drolet / Smith                                                | BMW 2002                                                      | Elsco Corporation                                             | T2.0                                                          |
| 27°                                                              | 66                                                            | Ireland / Tillson / Hanna                                     | Lancia Fulvia Coupé 1,6HF                                     | Algar Enterprises, Inc.                                       | P2.0                                                          |
| 28°                                                              | 62                                                            | Blackburn / Truitt                                            | MGB GT                                                        | British Leyland Motor Corporation                             | GT2.0                                                         |
| 29°                                                              | 84                                                            | Drolsom / Williamson                                          | Porsche 911                                                   | Dr. Harold Williamson                                         | T2.0                                                          |
| 30°                                                              | 93                                                            | Fisher / Adams                                                | Chevrolet Camaro                                              | Todco Racing Canada Ltd.                                      | T5.0                                                          |
| 31°                                                              | 20                                                            | McClain / Kerney                                              | Chevrolet Camaro                                              | David H. McClain                                              | T5.0                                                          |
| 32°                                                              | 99T                                                           | Colgate / Parks                                               | MGB                                                           | Gerry Racing Enterprise, Inc.                                 | GT2.0                                                         |
| 33°                                                              | 73                                                            | Cameron / Kemmerer                                            | Austin-Healey Sprite                                          | Arthur Tuckerman                                              | P2.0                                                          |
| 34°                                                              | 36                                                            | Brack / Hill                                                  | MGC                                                           | British Leyland Motor Corporation                             | P3.0                                                          |
| 35°                                                              | 41                                                            | DeAmbadgio / Trevale                                          | Alfa Romeo GTA Junior                                         | Escudería Manana                                              | T2.0                                                          |
| 36°                                                              | 38                                                            | Posey / Dini                                                  | Ferrari Dino 206 GT                                           | N.A.R.T.                                                      | P2.0                                                          |
| 37°                                                              | 49                                                            | Rosen / Morrell                                               | Porsche 906                                                   | Dr. Merv Rosen                                                | S3.0                                                          |
| 38°                                                              | 64                                                            | Waldron / Scott / Donley                                      | MGB                                                           | Waldron Motors                                                | GT2.0                                                         |
| 39°                                                              | 85                                                            | Crebs / Strickler / Whitaker                                  | Alfa Romeo GTA                                                | Richard Crebs                                                 | T2.0                                                          |
| 40°                                                              | 60                                                            | Brown / Marcus                                                | Opel Rallye                                                   | Jim Cooke Buick & Opel                                        | T2.0                                                          |
| 41°                                                              | 24                                                            | Grant / Oest                                                  | Ford GT40                                                     | Auto Enterprizes                                              | S5.0                                                          |
| 42°                                                              | 57                                                            | Maglioli / Kleinpeter / Beatty                                | Chevron B8 BMW                                                | Raceco                                                        | S3.0                                                          |
| 43°                                                              | 43                                                            | Heppenstall / Brown                                           | Heppenstall Special Volkswagen                                | LeHigh Acres                                                  | P2.0                                                          |
| 44°                                                              | 18                                                            | Jowett, Jr. / Tullius                                         | Chevrolet Camaro                                              | Wilton T. Jowett, Srov.                                       | T5.0                                                          |
| 45°                                                              | 69                                                            | Smith / Lilly / Pickett                                       | Lotus Europa                                                  | John F. Howard                                                | GT2.0                                                         |
| 46°                                                              | 98                                                            | Polimeni / Theall                                             | Volvo PV 544                                                  | George W. Sanderson                                           | T2.0                                                          |
| 47°                                                              | 26                                                            | Rodríguez / Parsons                                           | Ferrari 250 P                                                 | N.A.R.T.                                                      | P3.0                                                          |
| 48°                                                              | 63                                                            | Gammon / Mummery / Houghton                                   | MGB                                                           | Waldron Motors                                                | GT2.0                                                         |
| 49°                                                              | 31                                                            | Siffert / Redman                                              | Porsche 908/02                                                | Porsche System Engineering Ltd.                               | P3.0                                                          |
| 50°                                                              | 51                                                            | Loomis / Harrison / Ryan                                      | Porsche 911 S                                                 | RBM Motors                                                    | GT2.0                                                         |
| 51°                                                              | 23                                                            | Hobbs / Hailwood                                              | Ford GT40                                                     | J. W. Automotive Engineering Ltd.                             | S5.0                                                          |
| 52°                                                              | 28                                                            | Herrmann / Ahrens, Jr. / Stommelen                            | Porsche 908/02                                                | Porsche System Engineering Ltd.                               | P3.0                                                          |
| 53°                                                              | 9                                                             | Bucknum / Donohue                                             | Lola T70 Mk.3B GT Chevrolet                                   | Roger Penske Racing Enterprises                               | S5.0                                                          |
| 54°                                                              | 19                                                            | Carter / Adams                                                | Chevrolet Camaro                                              | Maurice Carter Chevrolet                                      | T5.0                                                          |
| 55°                                                              | 50                                                            | Duval / Nicholas                                              | Porsche 911 T                                                 | Grand Prix Motor Oil                                          | GT2.0                                                         |
| 56°                                                              | 21                                                            | Dent / Bock                                                   | Chevrolet Camaro                                              | Larry Drover, (Laural Racing)                                 | T5.0                                                          |
| 57°                                                              | 7                                                             | Rainville / Pettey                                            | Ford Mustang                                                  | Argento Racing Organization                                   | T5.0                                                          |
| 58°                                                              | 3                                                             | Lowther / Esseks / Dominianni                                 | Chevrolet Corvette                                            | Robert D. Esseks                                              | GT+5.0                                                        |
| 59°                                                              | 54                                                            | Sanford / Opert                                               | Porsche 911                                                   | Fred Opert                                                    | T2.0                                                          |
| 60°                                                              | 14                                                            | Norinder / Bonnier                                            | Lola T70 Mk.3B GT Chevrolet                                   | Sportscars Switzerland                                        | S5.0                                                          |
| 61°                                                              | 88                                                            | Blessing / Cummings / Stumes                                  | Shelby GT350                                                  | Donald C. Cummings                                            | GT5.0                                                         |
| 62°                                                              | 58                                                            | Hugus / Dietrich / Nearburg                                   | BMW 2002                                                      | Elsco Corporation                                             | T2.0                                                          |
| 63°                                                              | 48                                                            | Rahal / Stroh / Wise                                          | Porsche 906                                                   | Nationwide of Chicago Food Brothers, Inc.                     | S3.0                                                          |
| 64°                                                              | 6                                                             | Davis / Madray / Madray                                       | Ford Mustang                                                  | Herbert R. Madray                                             | T5.0                                                          |
| 65°                                                              | 33                                                            | Vaccarella / Bianchi                                          | Alfa Romeo T33/3                                              | Autodelta, S.P.A.                                             | P3.0                                                          |
| 66°                                                              | 32                                                            | Casoni / de Adamich                                           | Alfa Romeo T33/3                                              | Autodelta, S.P.A.                                             | P3.0                                                          |
| 67°                                                              | 10                                                            | Patrick / Jordan                                              | Lola T70 Mk.3 GT Chevrolet                                    | American International Racing, Inc.                           | S5.0                                                          |
| 68°                                                              | 68                                                            | Scott / McDaniel / Pieper                                     | Zink VSR Volkswagen                                           | H.R.H. Corp.                                                  | P2.0                                                          |
| 69°                                                              | 34                                                            | Galli / Giunti                                                | Alfa Romeo T33/3                                              | Autodelta, S.P.A.                                             | P3.0                                                          |
| 70°                                                              | 67                                                            | Boye / Shirey                                                 | Beach 4B Volkswagen                                           | Competition Components                                        | P2.0                                                          |
| 6 Horas de Brands Hatch 13/04/1969 Autódromo de Brands Hatch     |                                                               |                                                               |                                                               |                                                               |                                                               |
| Pos                                                              | N°                                                            | Piloto                                                        | Auto                                                          | Equipo                                                        | Clase                                                         |
| 1°                                                               | 53                                                            | Siffert / Redman                                              | Porsche 908/02                                                | Porsche System Engineering Ltd.                               | P3.0                                                          |
| 2°                                                               | 55                                                            | Elford / Attwood                                              | Porsche 908/02                                                | Porsche System Engineering Ltd.                               | P3.0                                                          |
| 3°                                                               | 54                                                            | Mitter / Schütz                                               | Porsche 908/02                                                | Porsche System Engineering Ltd.                               | P3.0                                                          |
| 4°                                                               | 60                                                            | Amon / Rodríguez                                              | Ferrari 312 P                                                 | Ferrari S.p.A. Sefac                                          | P3.0                                                          |
| 5°                                                               | 10                                                            | Hobbs / Hailwood                                              | Ford GT40                                                     | J. W. Automotive Engineering Ltd.                             | S5.0                                                          |
| 6°                                                               | 56                                                            | Herrmann / Stommelen                                          | Porsche 908/02                                                | Porsche System Engineering Ltd.                               | P3.0                                                          |
| 7°                                                               | 25                                                            | Wisell / Hine                                                 | Chevron B8 BMW                                                | Chevron Cars                                                  | S2.0                                                          |
| 8°                                                               | 7                                                             | Craft / Liddell                                               | Lola T70 Mk.3 GT Chevrolet                                    | Tech-Speed Racing                                             | S5.0                                                          |
| 9°                                                               | 21                                                            | Slotemaker / Pilette                                          | Alfa Romeo T33/2                                              | Racing Team V.D.S.                                            | S2.0                                                          |
| 10°                                                              | 62                                                            | Koch / Dechent                                                | Porsche 907 2.2                                               | German B.G. Racing Team                                       | P3.0                                                          |
| 11°                                                              | 8                                                             | Sadler / Vestey                                               | Ford GT40                                                     | Peter Sadler                                                  | S5.0                                                          |
| 12°                                                              | 24                                                            | Martland / Broström                                           | Porsche 910                                                   | P. S. McNally                                                 | S2.0                                                          |
| 13°                                                              | 71                                                            | Miles / Muir                                                  | Lotus 62 Vauxhall                                             | Gold Leaf Team Lotus                                          | P2.0                                                          |
| 14°                                                              | 27                                                            | Brown / Enever                                                | Chevron B8 BMW                                                | Clive Baker                                                   | S2.0                                                          |
| 15°                                                              | 82                                                            | Beeson / De Cadenet                                           | Ferrari Dino 206 S                                            | Scodec de Cadenet                                             | P2.0                                                          |
| 16°                                                              | 9                                                             | Jöst / Kelleners                                              | Ford GT40                                                     | IGFA German Racing Team                                       | S5.0                                                          |
| 17°                                                              | 2                                                             | Piper / Pierpoint                                             | Lola T70 Mk.3B GT Chevrolet                                   | David Piper                                                   | S5.0                                                          |
| 18°                                                              | 79                                                            | Blades / Morley                                               | Chevron B8 Ford                                               | Ben Shermann Originals Ltd.                                   | P2.0                                                          |
| 19°                                                              | 5                                                             | Taylor / Dibley                                               | Lola T70 Mk.3B GT Chevrolet                                   | Team Elite                                                    | S5.0                                                          |
| 20°                                                              | 3                                                             | Bonnier / Müller                                              | Lola T70 Mk.3B GT Chevrolet                                   | Scuderia Filipinetti Ecurie Bonnier                           | S5.0                                                          |
| 21°                                                              | 6                                                             | Norinder / Widdows                                            | Lola T70 Mk.3B GT Chevrolet                                   | Sportscars Switzerland                                        | S5.0                                                          |
| 22°                                                              | 81                                                            | Crabtree / Jackson                                            | Nomad Mk.1 BRM                                                | Julian Hasler                                                 | P2.0                                                          |
| 23°                                                              | 83                                                            | van Lennep / Hezemans                                         | Abarth 2000 S                                                 | S.R.T. Holland                                                | P2.0                                                          |
| 24°                                                              | 1                                                             | Hawkins / Williams                                            | Lola T70 Mk.3B GT Chevrolet                                   | Paul Hawkins (Racing) Ltd.                                    | S5.0                                                          |
| 25°                                                              | 4                                                             | Revson / Axelsson / Hulme                                     | Lola T70 Mk.3B GT Chevrolet                                   | Sidney Taylor                                                 | S5.0                                                          |
| 26°                                                              | 22                                                            | Gosselin / Bourgoignie                                        | Alfa Romeo T33/2                                              | Racing Team V.D.S.                                            | S2.0                                                          |
| 27°                                                              | 11                                                            | Juncadella / Spice                                            | Ford GT40                                                     | Escudería Montjuich                                           | S5.0                                                          |
| 28°                                                              | 51                                                            | Ickx / Oliver                                                 | Mirage M2/300 BRM                                             | J. W. Automotive Engineering Ltd.                             | P3.0                                                          |
| 29°                                                              | 78                                                            | Lepp / Bridges                                                | Chevron B8 Ford                                               | Chevron Cars                                                  | P2.0                                                          |
| 30°                                                              | 63                                                            | Lins / Kauhsen                                                | Porsche 907 2.2                                               | German Racing Team                                            | P3.0                                                          |
| 31°                                                              | 23                                                            | Gold / Fernández                                              | Porsche 906                                                   | Nick Gold                                                     | S2.0                                                          |
| 32°                                                              | 58                                                            | Hulme / Gardner                                               | Ford F3L P68                                                  | Alan Mann Racing Ltd.                                         | P3.0                                                          |
| 33°                                                              | 75                                                            | Tee / Green                                                   | Ginetta G16A BRM                                              | W. J. Tee                                                     | P2.0                                                          |
| 34°                                                              | 12                                                            | Prophet / Nelson                                              | Lola T70 Mk.3 GT Chevrolet                                    | David Prophet                                                 | S5.0                                                          |
| 1000 Kilómetros de Monza 25/04/1969 Autodromo Nazionale di Monza |                                                               |                                                               |                                                               |                                                               |                                                               |
| Pos                                                              | N°                                                            | Piloto                                                        | Auto                                                          | Equipo                                                        | Clase                                                         |
| 1°                                                               | 4                                                             | Siffert / Redman                                              | Porsche 908 LH                                                | Porsche System Engineering                                    | P3.0                                                          |
| 2°                                                               | 7                                                             | Herrmann / Ahrens, Jr.                                        | Porsche 908 LH                                                | Porsche System Engineering                                    | P3.0                                                          |
| 3°                                                               | 10                                                            | Koch / Dechent                                                | Porsche 907 2.2                                               | German BG Racing Team                                         | P3.0                                                          |
| 4°                                                               | 35                                                            | Jöst / Kelleners                                              | Ford GT40                                                     | IGFA Racing Team                                              | S5.0                                                          |
| 5°                                                               | 33                                                            | Gardner / de Adamich                                          | Lola T70 Mk.3B GT Chevrolet                                   | Sid Taylor Racing                                             | S5.0                                                          |
| 6°                                                               | 18                                                            | Depailler / Jabouille                                         | Alpine A220 Renault                                           | Société Automobiles Alpine                                    | P3.0                                                          |
| 7°                                                               | 53                                                            | Pinto / Alberti                                               | Alfa Romeo T33/2                                              | Scuderia Madunina                                             | S2.0                                                          |
| 8°                                                               | 19                                                            | Pilette / Slotemaker                                          | Alfa Romeo T33/2 2.5                                          | Racing Team VDS                                               | P3.0                                                          |
| 9°                                                               | 67                                                            | Fröhlich / Neuhaus                                            | Porsche 911 T                                                 | IGFA                                                          | GT+1.6                                                        |
| 10°                                                              | 25                                                            | Zadra / Dalla Torre                                           | Alfa Romeo T33/2                                              | Scuderia Trentina                                             | P2.0                                                          |
| 11°                                                              | 73                                                            | Larrousse / Spoerry                                           | Porsche 911 T                                                 | Gérard Larrousse                                              | GT+1.6                                                        |
| 12°                                                              | 57                                                            | Stuppacher / Rieder                                           | Porsche 906                                                   | Otto Stuppacher                                               | S2.0                                                          |
| 13°                                                              | 68                                                            | Blatzheim / Zanders                                           | Porsche 911 T                                                 | Hans-Dieter Blatzheim                                         | GT+1.6                                                        |
| 14°                                                              | 30                                                            | Locatelli / Zanetti                                           | Abarth 1000 SP                                                | Ugo Locatelli                                                 | P1.0                                                          |
| 15°                                                              | 34                                                            | Hanrioud / Martin                                             | Ford GT40                                                     | Racing Team Zitro                                             | S5.0                                                          |
| 16°                                                              | 6                                                             | Elford / Attwood                                              | Porsche 908 LH                                                | Porsche System Engineering                                    | P3.0                                                          |
| 17°                                                              | 58                                                            | "White" / Grano                                               | Fiat-Abarth 1000 S                                            | "White"                                                       | S1.0                                                          |
| 18°                                                              | 82                                                            | Cabella / Marini                                              | Lancia Fulvia HF Zagato                                       | Jolly Club                                                    | GT1.3                                                         |
| 19°                                                              | 60                                                            | Tondelli / Crosina                                            | Fiat-Abarth 1000 S                                            | Eris Tondelli                                                 | S1.0                                                          |
| 20°                                                              | 83                                                            | "Manuel" / Foschetti                                          | Lancia Fulvia HF Zagato                                       | Eugenio Foschetti                                             | GT1.3                                                         |
| 21°                                                              | 76                                                            | Regusci / Perrenoud                                           | Lotus Elan                                                    | André Wicky Racing Team                                       | GT1.6                                                         |
| 22°                                                              | 38                                                            | Sadler / Vestey                                               | Ford GT40                                                     | Peter Sadler                                                  | S5.0                                                          |
| 23°                                                              | 23                                                            | "Matich" / "Meo"                                              | Ferrari Dino 206 S                                            | Gianni Lado                                                   | P2.0                                                          |
| 24°                                                              | 59                                                            | Nardari / Favaretto                                           | Fiat-Abarth 1000 SP                                           | Mario Nardari                                                 | S1.0                                                          |
| 25°                                                              | 77                                                            | Tinghi / Cecchini                                             | Alfa Romeo Duetto                                             | Eugenio Tinghi                                                | GT1.6                                                         |
| 26°                                                              | 40                                                            | Bonnier / Müller                                              | Lola T70 Mk.3B GT Chevrolet                                   | Ecurie Bonnier/Scuderia Filipinetti                           | S5.0                                                          |
| 27°                                                              | 46                                                            | Blank / Ettmüller                                             | Porsche 910                                                   | Hart Ski Racing Team                                          | S2.0                                                          |
| 28°                                                              | 63                                                            | Kraus / "Bill"                                                | Ferrari 275 GTB/2                                             | Scuderia Filipinetti                                          | GT+1.6                                                        |
| 29°                                                              | 81                                                            | Poretti / Genta                                               | Lancia Fulvia HF Zagato                                       | Jolly Club                                                    | GT1.3                                                         |
| 30°                                                              | 69                                                            | Weigel / Kaiser                                               | Porsche 911 T                                                 | Hans-Dieter Weigel                                            | GT+1.6                                                        |
| 31°                                                              | 28                                                            | "Shangri-La" / "Hoga"                                         | ATS 1000 SP Ford                                              | "Shangri-La"                                                  | P1.0                                                          |
| 32°                                                              | 2                                                             | Rodríguez / Schetty                                           | Ferrari 312 P                                                 | SpA Ferrari SEFAC                                             | P3.0                                                          |
| 33°                                                              | 39                                                            | Craft / Liddell                                               | Lola T70 Mk.3 GT Chevrolet                                    | TechSpeed Racing                                              | S5.0                                                          |
| 34°                                                              | 3                                                             | Servoz-Gavin / Guichet                                        | Matra MS630/650                                               | Matra Sports                                                  | P3.0                                                          |
| 35°                                                              | 45                                                            | Kraus / Greger                                                | Porsche 910                                                   | Sepp Greger                                                   | S2.0                                                          |
| 36°                                                              | 54                                                            | Dini / "Nicor"                                                | Alfa Romeo T33/2                                              | SCAR Autostrada                                               | S2.0                                                          |
| 37°                                                              | 41                                                            | Piper / Hawkins                                               | Lola T70 Mk.3B GT Chevrolet                                   | David Piper                                                   | S5.0                                                          |
| 38°                                                              | 8                                                             | Stommelen / Lang                                              | Porsche 907 2.2                                               | Siegfried Lang                                                | P3.0                                                          |
| 39°                                                              | 21                                                            | Nicodemi / Facetti                                            | Porsche 907                                                   | Piccionaina Racing Team                                       | P2.0                                                          |
| 40°                                                              | 1                                                             | Andretti / Amon                                               | Ferrari 312 P                                                 | SpA Ferrari SEFAC                                             | P3.0                                                          |
| 41°                                                              | 5                                                             | Schütz / Mitter                                               | Porsche 908 LH                                                | Porsche System Engineering                                    | P3.0                                                          |
| 42°                                                              | 51                                                            | Killenberg / Basche                                           | Chevron B8 BMW                                                | Nikolaus Killenberg                                           | S2.0                                                          |
| 43°                                                              | 79                                                            | Rosselli / Benelli                                            | Fiat 124 Spider                                               | Alberto Rosselli                                              | GT1.6                                                         |
| 44°                                                              | 55                                                            | Bitter / Leuze                                                | Abarth 2000 S                                                 | IGFA                                                          | S2.0                                                          |
| 45°                                                              | 16                                                            | de Cortanze / Vinatier                                        | Alpine A220/69 Renault                                        | Société Automobiles Alpine                                    | P3.0                                                          |
| 46°                                                              | 42                                                            | Norinder / Widdows                                            | Lola T70 Mk.3B GT Chevrolet                                   | Sportscars Unlimited Switzerland                              | S5.0                                                          |
| 47°                                                              | 20                                                            | Manfredini / Brambilla                                        | Porsche 907                                                   | Corrado Manfredini                                            | P2.0                                                          |
| 48°                                                              | 26                                                            | Bourgoignie / Gosselin                                        | Alfa Romeo T33/2                                              | Racing Team VDS                                               | P2.0                                                          |
| 49°                                                              | 29                                                            | "Pal Joe" / Merzario                                          | Fiat-Abarth 1000 SP                                           | "Pal Joe"                                                     | P1.0                                                          |
| Targa Florio 04/05/1969 Circuito de Targa Florio                 |                                                               |                                                               |                                                               |                                                               |                                                               |
| Pos                                                              | N°                                                            | Piloto                                                        | Auto                                                          | Equipo                                                        | Clase                                                         |
| 1°                                                               | 266                                                           | Mitter / Schütz                                               | Porsche 908/02                                                | Porsche AG                                                    | P3.0                                                          |
| 2°                                                               | 270                                                           | Elford / Maglioli                                             | Porsche 908/02                                                | Porsche AG                                                    | P3.0                                                          |
| 3°                                                               | 274                                                           | Stommelen / Herrmann                                          | Porsche 908/02                                                | Porsche AG                                                    | P3.0                                                          |
| 4°                                                               | 272                                                           | Kauhsen / von Wendt                                           | Porsche 908/02                                                | Porsche AG                                                    | P3.0                                                          |
| 5°                                                               | 248                                                           | Pinto / Alberti                                               | Alfa Romeo T33/2                                              | Scuderia Madunina                                             | P2.0                                                          |
| 6°                                                               | 276                                                           | Koch / Dechent                                                | Porsche 907 2.2                                               | BG Racing Team                                                | P3.0                                                          |
| 7°                                                               | 278                                                           | Manfredini / Selva                                            | Porsche 907 2.2                                               | C. Manfredini                                                 | P3.0                                                          |
| 8°                                                               | 178                                                           | Bitter / Kelleners                                            | Abarth 2000 S                                                 | I.G.F.A.                                                      | S5.0                                                          |
| 9°                                                               | 238                                                           | Aaltonen / Munari                                             | Lancia Fulvia HF F&M Special Spider                           | Squadra Lancia HF                                             | P2.0                                                          |
| 10°                                                              | 86                                                            | Ostini / Moretti                                              | Porsche 911 T                                                 | E. Ostini                                                     | GT2.0                                                         |
| 11°                                                              | 122                                                           | Calascibetta / Ferlito                                        | Abarth 1000 SP                                                | Scuderia Pegaso                                               | S1.3                                                          |
| 12°                                                              | 74                                                            | Bonetto / Mores                                               | Porsche 911 T                                                 | G. Bonetto                                                    | GT2.0                                                         |
| 13°                                                              | 88                                                            | Sindel / Benz                                                 | Porsche 911 S                                                 | Rallye Gemeinschaft Ulm                                       | GT2.0                                                         |
| 14°                                                              | 188                                                           | Brown / Enever                                                | Chevron B8 BMW                                                | J.C.B. Ltd.                                                   | S5.0                                                          |
| 15°                                                              | 128                                                           | Virgilio / Bonaccorsi                                         | Abarth 1000 OT                                                | Scuderia Etna                                                 | S1.3                                                          |
| 16°                                                              | 126                                                           | Buzzetti / Dona                                               | Abarth 1000 SP                                                | E. Buzzetti                                                   | S1.3                                                          |
| 17°                                                              | 72                                                            | "Amphicar" / "Black & White"                                  | Porsche 911 S                                                 | Scuderia Pegaso                                               | GT2.0                                                         |
| 18°                                                              | 20                                                            | Fall / Ruiz-Giménez                                           | Lancia Fulvia Sport Competizione                              | Jolly Club                                                    | GT1.3                                                         |
| 19°                                                              | 6                                                             | Restivo / Merendino                                           | Lancia Fulvia Sport Competizione                              | Scuderia Pegaso                                               | GT1.3                                                         |
| 20°                                                              | 100                                                           | Margulies / Mackie                                            | Porsche 911 T/R                                               | D. Margulies                                                  | GT2.0                                                         |
| 21°                                                              | 264                                                           | Lins / Larrousse                                              | Porsche 908/02                                                | Porsche AG                                                    | P3.0                                                          |
| 22°                                                              | 42                                                            | de Luca / Jemma                                               | Alfa Romeo Duetto                                             | Scuderia Pegaso                                               | GT1.6                                                         |
| 23°                                                              | 16                                                            | Poretti / Genta                                               | Lancia Fulvia Sport Competizione                              | Jolly Club                                                    | GT1.3                                                         |
| 24°                                                              | 186                                                           | Clydesdale / Berney                                           | Chevron B8 BMW                                                | Racing Team Falken                                            | S5.0                                                          |
| 25°                                                              | 246                                                           | Terra / Barbuscia                                             | Ferrari Dino 206 P                                            | "Cinno"                                                       | P2.0                                                          |
| 26°                                                              | 158                                                           | Lo Piccolo / Serse                                            | Alfa Romeo Giulia TZ                                          | Scuderia Pegaso                                               | S1.6                                                          |
| 27°                                                              | 32                                                            | Reale / Mirto Randazzo                                        | Porsche 356 SC                                                | Scuderia Pegaso                                               | GT1.6                                                         |
| 28°                                                              | 14                                                            | Mantia / Lo Jacono                                            | Lancia Fulvia Sport Competizione                              | Scuderia Pegaso                                               | GT1.3                                                         |
| 29°                                                              | 82                                                            | "Sancho" / "Zorba"                                            | Fiat Dino Spider                                              | Scuderia Aretusa                                              | GT2.0                                                         |
| 30°                                                              | 4                                                             | Lisitano / Calabro                                            | Lancia Fulvia Sport                                           | F. Lisitano                                                   | GT1.3                                                         |
| 31°                                                              | 124                                                           | Tondelli / Crosina                                            | Abarth 1000 SP                                                | Scuderia Nord-Ovest                                           | S1.3                                                          |
| 32°                                                              | 46                                                            | Cosentino / Orecchioni                                        | Fiat 124 Sport Spider                                         | Scuderia Nord-Ovest                                           | GT1.6                                                         |
| 33°                                                              | 268                                                           | Attwood / Redman                                              | Porsche 908/02                                                | Porsche AG                                                    | P3.0                                                          |
| 34°                                                              | 132                                                           | Scigliano / D'Amico                                           | Alfa Romeo Giulietta Sprint Zagato                            | Scuderia Etna                                                 | S1.3                                                          |
| 35°                                                              | 36                                                            | "Wilson" / Patti                                              | Porsche 356 SC                                                | Assosport                                                     | GT1.6                                                         |
| 36°                                                              | 40                                                            | Mercadante / Barraco                                          | Alfa Romeo Giulia SS                                          | Scuderia Pegaso                                               | GT1.6                                                         |
| 37°                                                              | 138                                                           | Ferraro / Valenza                                             | Abarth-Simca 1300 Bialbero                                    | Scuderia Nissena                                              | S1.3                                                          |
| 38°                                                              | 2                                                             | Fusina / Re                                                   | Bertone Racer Fiat                                            | R. Fusina                                                     | GT1.3                                                         |
| 39°                                                              | 262                                                           | Vaccarella / de Adamich                                       | Alfa Romeo T33/2 2.5                                          | Autodelta                                                     | P3.0                                                          |
| 40°                                                              | 176                                                           | Taormina / Tacci                                              | Porsche 906                                                   | "Taurinova"                                                   | S5.0                                                          |
| 41°                                                              | 8                                                             | Cabella / Marini                                              | Lancia Fulvia Sport Competizione                              | Jolly Club                                                    | GT1.3                                                         |
| 42°                                                              | 204                                                           | Patané / "Oras"                                               | Fiat-Abarth 1000 S                                            | Scuderia Etna                                                 | P1.0                                                          |
| 43°                                                              | 130                                                           | Bruschi / Spataro                                             | Alfa Romeo Giulietta Sprint Zagato                            | C. Bruschi                                                    | S1.3                                                          |
| 44°                                                              | 202                                                           | Locatelli / Zanetti                                           | Abarth 1000 SP                                                | Jolly Club                                                    | P1.0                                                          |
| 45°                                                              | 214                                                           | Morelli / Banti                                               | De Sanctis - Ford                                             | E. Banti                                                      | P1.0                                                          |
| 46°                                                              | 206                                                           | Markey / Hunter                                               | Costin-Nathan GT Hillman                                      | Racing Development Falken                                     | P1.0                                                          |
| 47°                                                              | 12                                                            | Capra / Lepri                                                 | Lancia Fulvia Sport                                           | G. Capra                                                      | GT1.3                                                         |
| 48°                                                              | 84                                                            | Weigel / von Hohenzollern                                     | Porsche 911 T                                                 | H.-D. Weigel                                                  | GT2.0                                                         |
| 49°                                                              | 62                                                            | Ferlaino / Todaro                                             | Porsche 911 T                                                 | C. Ferlaino                                                   | GT2.0                                                         |
| 50°                                                              | 44                                                            | Mendozza / di Belmonte                                        | Fiat 124 Sport Spider                                         | Scuderia Etna                                                 | GT1.6                                                         |
| 51°                                                              | 140                                                           | Gambero / Perniciaro                                          | Abarth 1300 OT                                                | Scuderia Etna                                                 | S1.3                                                          |
| 52°                                                              | 154                                                           | Garofalo / Sutera                                             | Osca 1600 GT Fiat                                             | Scuderia Pegaso                                               | S1.6                                                          |
| 53°                                                              | 66                                                            | Bonomelli / Guzzi                                             | Porsche 911 T                                                 | Brescia Corse                                                 | GT2.0                                                         |
| 54°                                                              | 180                                                           | Giunti / Galli                                                | Alfa Romeo T33/2                                              | Autodelta                                                     | S5.0                                                          |
| 55°                                                              | 250                                                           | Williams / Nicodemi                                           | Porsche 907                                                   | T. Nicodemi                                                   | P2.0                                                          |
| 56°                                                              | 232                                                           | Maglioli / Pinto                                              | Lancia Fulvia HF F&M Special Spider                           | Squadra Lancia HF                                             | P2.0                                                          |
| 57°                                                              | 156                                                           | Sala / Uberti                                                 | Alfa Romeo Giulia TZ                                          | Brescia Corse                                                 | S1.6                                                          |
| 58°                                                              | 208                                                           | Vella / Rizzo                                                 | De Sanctis - Ford                                             | Scuderia Pegaso                                               | P1.0                                                          |
| 59°                                                              | 190                                                           | Müller / Bonnier                                              | Lola T70 Mk.3B GT Chevrolet                                   | Scuderia Filipinetti                                          | S5.0                                                          |
| 60°                                                              | 174                                                           | Zadra / Casoni                                                | Alfa Romeo T33/2                                              | A. Zadra                                                      | S5.0                                                          |
| 61°                                                              | 112                                                           | Smith / Faure                                                 | Triumph TR5                                                   | A. C. Smith                                                   | GT+2.0                                                        |
| 62°                                                              | 212                                                           | "Shangri-La" / "Hoga"                                         | ATS 1000 SP Ford-Cosworth                                     | R. Martini                                                    | P1.0                                                          |
| 63°                                                              | 224                                                           | Wheeler / Davidson                                            | Austin-Healey Sprite                                          | J. Wheeler                                                    | P2.0                                                          |
| 64°                                                              | 252                                                           | Konig / Konig                                                 | Nomad Mk.2 BRM                                                | M. Konig                                                      | P2.0                                                          |
| 65°                                                              | 18                                                            | "Killimany Duns" / "Elles Angell"                             | Lancia Fulvia Sport Competizione                              | "Killimany Duns"                                              | GT1.3                                                         |
| 66°                                                              | 240                                                           | Spoerry / Toivonen                                            | Porsche 911 R                                                 | Porsche AG.                                                   | P2.0                                                          |
| 67°                                                              | 134                                                           | Garufi / Tagliavia                                            | Abarth 1300 OT                                                | Scuderia Pegaso                                               | S1.3                                                          |
| 68°                                                              | 234                                                           | Bardelli / Giugno                                             | Alfa Romeo Giulia TZ2                                         | Scuderia Nissena                                              | P2.0                                                          |
| 69°                                                              | 50                                                            | Semilia / Gagliano                                            | Alfa Romeo Giulia Spider                                      | Scuderia Ateneo                                               | GT1.6                                                         |
| 70°                                                              | 230                                                           | "Mickey Mouse" / Guargliardo                                  | Fiat-Abarth 2000 S                                            | Scuderia Ateneo                                               | P2.0                                                          |
| 71°                                                              | 160                                                           | di Garbo / Caci                                               | Osca 1600 GT Fiat                                             | Scuderia Ateneo                                               | S1.6                                                          |
| 72°                                                              | 70                                                            | Floridia / Marchiolo                                          | Porsche 911 S                                                 | Scuderia Pegaso                                               | GT2.0                                                         |
| 73°                                                              | 64                                                            | Greub / Égreteaud                                             | Porsche 911 S                                                 | P. Greub                                                      | GT2.0                                                         |
| 74°                                                              | 184                                                           | Bellavia / Stabile                                            | Abarth-Simca 2000 Bialbero                                    | Scuderia Pegaso                                               | S5.0                                                          |
| 75°                                                              | 114                                                           | Federico / Coco                                               | Ferrari 275 GTB/C                                             | Scuderia Montegrappa                                          | GT+2.0                                                        |
| 76°                                                              | 218                                                           | Bending / Capell                                              | Austin-Healey Sprite                                          | M. Dickin                                                     | P1.0                                                          |
| 77°                                                              | 226                                                           | Dumaz / Soleil                                                | Fournier-Marcadier Renault                                    | P. Dumaz                                                      | P2.0                                                          |
| 78°                                                              | 76                                                            | Haldi / Rey                                                   | Porsche 911 S                                                 | C. Haldi                                                      | GT2.0                                                         |
| 79°                                                              | 34                                                            | Verrocchio / Pardi                                            | Porsche 356 SC                                                | "Ellevu"                                                      | GT1.6                                                         |
| 1000 Kilómetros de Spa 14/05/1969 Spa-Francorchamps              |                                                               |                                                               |                                                               |                                                               |                                                               |
| Pos                                                              | N°                                                            | Piloto                                                        | Auto                                                          | Equipo                                                        | Clase                                                         |
| 1°                                                               | 25                                                            | Siffert / Redman                                              | Porsche 908 LH                                                | Porsche System Engineering                                    | P3.0                                                          |
| 2°                                                               | 8                                                             | Rodríguez / Piper                                             | Ferrari 312 P                                                 | Spa Ferrari SEFAC                                             | P3.0                                                          |
| 3°                                                               | 10                                                            | Elford / Ahrens, Jr.                                          | Porsche 908 LH                                                | Porsche System Engineering                                    | P3.0                                                          |
| 4°                                                               | 11                                                            | Herrmann / Stommelen                                          | Porsche 908 LH                                                | Porsche System Engineering                                    | P3.0                                                          |
| 5°                                                               | 32                                                            | Bonnier / Müller                                              | Lola T70 Mk.3B GT Chevrolet                                   | Ecurie Bonnier                                                | S5.0                                                          |
| 6°                                                               | 16                                                            | Pilette / Slotemaker                                          | Alfa Romeo T33/2 2.5                                          | Racing Team VDS                                               | P3.0                                                          |
| 7°                                                               | 2                                                             | Hobbs / Hailwood                                              | Mirage M2/300 BRM                                             | J. W. Automotive                                              | P3.0                                                          |
| 8°                                                               | 33                                                            | Hawkins / Prophet                                             | Lola T70 Mk.3B GT Chevrolet                                   | Paul Hawkins Racing                                           | S5.0                                                          |
| 9°                                                               | 38                                                            | Sadler / Vestey                                               | Ford GT40                                                     | Peter Sadler                                                  | S5.0                                                          |
| 10°                                                              | 37                                                            | Jöst / Kelleners                                              | Ford GT40                                                     | IGFA Deutsche Auto Zeitung                                    | S5.0                                                          |
| 11°                                                              | 34                                                            | Troberg / Rothstein                                           | Lola T70 Mk.3B GT Chevrolet                                   | PR For Men                                                    | S5.0                                                          |
| 12°                                                              | 39                                                            | Bradley / Dean                                                | Porsche 910                                                   | Bill Bradley                                                  | S2.0                                                          |
| 13°                                                              | 59                                                            | Larrousse / Lins / Spoerry                                    | Porsche 911 T                                                 | Gerard Larrousse                                              | GT2.0                                                         |
| 14°                                                              | 58                                                            | Rey / Berney                                                  | Ferrari 275 GTB/C                                             | Scuderia Filipinetti                                          | GT5.0                                                         |
| 15°                                                              | 43                                                            | Edwards / Franey                                              | Chevron B8 BMW                                                | Guy Edwards                                                   | S2.0                                                          |
| 16°                                                              | 20                                                            | Bridges / Lepp                                                | Chevron B8 Ford                                               | Bridges/Walker                                                | P2.0                                                          |
| 17°                                                              | 5                                                             | de Cortanze / Vinatier                                        | Alpine A220/69 Renault                                        | Société Automobiles Alpine                                    | P3.0                                                          |
| 18°                                                              | 55                                                            | Gaban / Deprez                                                | Porsche 911 S                                                 | Jean-Pierre Gaban?                                            | GT2.0                                                         |
| 19°                                                              | 47                                                            | Clydesdale / Hunter                                           | Chevron B8 BMW                                                | Lord Angus Clydesdale                                         | S2.0                                                          |
| 20°                                                              | 41                                                            | Brown / Enever                                                | Chevron B8 BMW                                                | JCB Excavators Ltd.                                           | S2.0                                                          |
| 21°                                                              | 4                                                             | Andruet / van Lennep                                          | Alpine A220/69 Renault                                        | Société Automobiles Alpine                                    | P3.0                                                          |
| 22°                                                              | 21                                                            | Mylius / Harvey                                               | Chevron B8 Ford                                               | Andrew Mylius                                                 | P2.0                                                          |
| 23°                                                              | 57                                                            | Tuerlinckx / Stalpaert                                        | Chevrolet Corvette                                            | Chris Tuerlinx                                                | GT+5.0                                                        |
| 24°                                                              | 22                                                            | Dawkins / Eade                                                | MGB                                                           | Charles Dawkins?                                              | P2.0                                                          |
| 25°                                                              | 56                                                            | Blatzheim / Zanders                                           | Porsche 911 T                                                 | Hans-Dieter Blatzheim                                         | GT2.0                                                         |
| 26°                                                              | 1                                                             | Ickx / Oliver                                                 | Mirage M2/300 BRM                                             | J. W. Automotive                                              | P3.0                                                          |
| 27°                                                              | 14                                                            | Dechent / Koch                                                | Porsche 907 2.2                                               | German BG Racing Team                                         | P3.0                                                          |
| 28°                                                              | 3                                                             | Jabouille / Grandsire                                         | Alpine A220/68 Renault                                        | Société Automobiles Alpine                                    | P3.0                                                          |
| 29°                                                              | 44                                                            | Burton / Ridgway                                              | Chevron B8 BMW                                                | Worcestershire Racing Association                             | S2.0                                                          |
| 30°                                                              | 12                                                            | von Wendt / Kauhsen                                           | Porsche 907 2.2                                               | German BG Racing Team                                         | P3.0                                                          |
| 31°                                                              | 30                                                            | Mitter / Schütz                                               | Porsche 917                                                   | Porsche System Engineering                                    | S5.0                                                          |
| 1000 Kilómetros de Nürburgring 01/06/1969 Nürburgring            |                                                               |                                                               |                                                               |                                                               |                                                               |
| Pos                                                              | N°                                                            | Piloto                                                        | Auto                                                          | Equipo                                                        | Clase                                                         |
| 1°                                                               | 1T                                                            | Siffert / Redman                                              | Porsche 908/02                                                | Porsche System Engineering                                    | P3.0                                                          |
| 2°                                                               | 4                                                             | Stommelen / Herrmann                                          | Porsche 908/02 Flunder                                        | Porsche System Engineering                                    | P3.0                                                          |
| 3°                                                               | 3T                                                            | Elford / Ahrens, Jr.                                          | Porsche 908/02                                                | Porsche System Engineering                                    | P3.0                                                          |
| 4°                                                               | 6                                                             | Lins / Attwood                                                | Porsche 908/02                                                | Salzburg Porsche Konstruktionen Österreich                    | P3.0                                                          |
| 5°                                                               | 5                                                             | Kauhsen / von Wendt                                           | Porsche 908/02                                                | Porsche System Engineering                                    | P3.0                                                          |
| 6°                                                               | 56                                                            | Jöst / Kelleners                                              | Ford GT40                                                     | IGFA Deutsche Auto Zeitung Köln                               | S5.0                                                          |
| 7°                                                               | 84                                                            | Facetti / Schultze                                            | Alfa Romeo T33/2                                              | Alfa Romeo Deutschland                                        | S2.0                                                          |
| 8°                                                               | 61                                                            | Gardner / Piper                                               | Porsche 917                                                   | Porsche System Engineering                                    | S5.0                                                          |
| 9°                                                               | 71                                                            | Werlich / Ising                                               | Porsche 906                                                   | Rainer Ising                                                  | S2.0                                                          |
| 10°                                                              | 18                                                            | Koch / Dechent                                                | Porsche 907 2.2                                               | German BG Racing Team                                         | P3.0                                                          |
| 11°                                                              | 76                                                            | Bourgoignie / Gosselin                                        | Alfa Romeo T33/2                                              | Racing Team VDS                                               | S2.0                                                          |
| 12°                                                              | 73                                                            | Dean / Bradley                                                | Porsche 910                                                   | Bill Bradley                                                  | S2.0                                                          |
| 13°                                                              | 80                                                            | Axelsson / Laine                                              | Porsche 906                                                   | Sten Axelsson                                                 | S2.0                                                          |
| 14°                                                              | 38                                                            | Moser / Nicodemi                                              | Porsche 907                                                   | Piccionaia Racing Team                                        | P2.0                                                          |
| 15°                                                              | 86                                                            | de Adamich / Vaccarella                                       | Alfa Romeo T33/2                                              | Alfa Romeo Deutschland                                        | S2.0                                                          |
| 16°                                                              | 29                                                            | Baker / Enever                                                | Chevron B8 BMW                                                | Clive Baker                                                   | P2.0                                                          |
| 17°                                                              | 88                                                            | Brown / Stock                                                 | Chevron B8 BMW                                                | JCB Excavators Ltd.                                           | S2.0                                                          |
| 18°                                                              | 106                                                           | Neuhaus / Fröhlich                                            | Porsche 911 T                                                 | Chiquita                                                      | GT2.0                                                         |
| 19°                                                              | 109                                                           | Stenzel / Kremer                                              | Porsche 911 T                                                 | Kremer Brothers                                               | GT2.0                                                         |
| 20°                                                              | 107                                                           | Kaiser / Müller                                               | Porsche 911 T                                                 | Hahn Motorfahrzeuge                                           | GT2.0                                                         |
| 21°                                                              | 90                                                            | Goodwin / Nash                                                | Chevron B8 BMW                                                | Peter Taggart                                                 | S2.0                                                          |
| 22°                                                              | 102                                                           | Blatzheim / Huth                                              | Porsche 911 T                                                 | Hans-Dieter Blatzheim                                         | GT2.0                                                         |
| 23°                                                              | 26                                                            | Nathan / Beckwith                                             | Astra RNR1 Climax                                             | Roger Nathan Racing                                           | P2.0                                                          |
| 24°                                                              | 31                                                            | Richardson / Farthing                                         | Ginetta G16A Climax                                           | Jeremy Richardson                                             | P2.0                                                          |
| 25°                                                              | 103                                                           | Jüntgen / Gillen                                              | Porsche 911 S                                                 | Ernst Jüntgen                                                 | GT2.0                                                         |
| 26°                                                              | 70                                                            | Walker / Alexander                                            | Lotus 47                                                      | Brian Alexander                                               | S2.0                                                          |
| 27°                                                              | 50                                                            | Munari / Aaltonen                                             | Lancia Fulvia HF F&M Special                                  | Lancia Squadra Corse                                          | P1.6                                                          |
| 28°                                                              | 36                                                            | Biscaldi / Manfredini                                         | Porsche 907                                                   | Picchio Rosso                                                 | P2.0                                                          |
| 29°                                                              | 51                                                            | Maglioli / Pinto                                              | Lancia Fulvia HF F&M Special                                  | Lancia Squadra Corse                                          | P1.6                                                          |
| 30°                                                              | 101                                                           | Sindel / Benz                                                 | Porsche 911 S                                                 | Rallye Gemeinschaft Ulm                                       | GT2.0                                                         |
| 31°                                                              | 2                                                             | Mitter / Schütz                                               | Porsche 908/02                                                | Porsche System Engineering                                    | P3.0                                                          |
| 32°                                                              | 43                                                            | Moore / Harvey-Bailey                                         | Ginetta G12 Ford                                              | Richard Groves                                                | P1.6                                                          |
| 33°                                                              | 40                                                            | Davidson / Wheeler                                            | Austin-Healey Sprite                                          | Jack Wheeler                                                  | P1.6                                                          |
| 34°                                                              | 108                                                           | Schuller / Herrmann                                           | Porsche 911 T                                                 | Edgar Herrmann                                                | GT2.0                                                         |
| 35°                                                              | 115                                                           | Capra / Lepri                                                 | Lancia Fulvia HF Zagato                                       | Palladio                                                      | GT2.0                                                         |
| 36°                                                              | 25                                                            | Garton / Denton                                               | MGB                                                           | Jean Denton                                                   | P2.0                                                          |
| 37°                                                              | 42                                                            | Spiess / Gilges                                               | NSU Spiess 1300                                               | Manfred Spiess                                                | P1.6                                                          |
| 38°                                                              | 114                                                           | Klasen / Otto                                                 | Alfa Romeo Duetto                                             | Jörg Klasen                                                   | GT2.0                                                         |
| 39°                                                              | 34                                                            | Ortner / van Lennep                                           | Abarth 2000 SP                                                | Abarth-Osella                                                 | P2.0                                                          |
| 40°                                                              | 7                                                             | Amon / Rodríguez                                              | Ferrari 312 P                                                 | SpA Ferrari SEFAC                                             | P3.0                                                          |
| 41°                                                              | 27                                                            | Selbach / Thiessen                                            | Astra RNR1 Climax                                             | BMW Martini Garage                                            | P2.0                                                          |
| 42°                                                              | 55                                                            | Bonnier / Müller                                              | Lola T70 Mk.3B GT Chevrolet                                   | Ecurie Bonnier/Scuderia Filipinetti                           | S5.0                                                          |
| 43°                                                              | 46                                                            | Jackson / Crabtree                                            | Nomad Mk.1 BRM                                                | Julian Hasler                                                 | P1.6                                                          |
| 44°                                                              | 17                                                            | Wingfield / Lawrence                                          | Deep Sanderson 302 Martin                                     | Chris Lawrence                                                | P3.0                                                          |
| 45°                                                              | 104                                                           | von Hohenzollern / Weigel                                     | Porsche 911 T                                                 | Hans-Dieter Weigel                                            | GT2.0                                                         |
| 46°                                                              | 116                                                           | Weizinger / Bisterfeld                                        | Alfa Romeo Giulia Spider                                      | Dieter Weizinger                                              | GT2.0                                                         |
| 47°                                                              | 54                                                            | Bossert / Kienen                                              | NSU Spiess 1300                                               | Thomas Bossert                                                | P1.6                                                          |
| 48°                                                              | 9                                                             | Hobbs / Hailwood                                              | Mirage M2/300 BRM                                             | J. W. Automotive                                              | P3.0                                                          |
| 49°                                                              | 8                                                             | Ickx / Oliver                                                 | Mirage M2/300 Ford                                            | J. W. Automotive                                              | P3.0                                                          |
| 50°                                                              | 41                                                            | "Rand" / Douarche                                             | Alpine M64 Renault                                            | "Peter Rand"                                                  | P1.6                                                          |
| 51°                                                              | 78                                                            | Gregory / Broström                                            | Porsche 910                                                   | Sportscars Unlimited                                          | S2.0                                                          |
| 52°                                                              | 91                                                            | Hine / Wisell                                                 | Chevron B8 BMW                                                | Chevron Cars                                                  | S2.0                                                          |
| 53°                                                              | 30                                                            | Walton / De Cadenet                                           | Ferrari Dino 206 S                                            | Scodec de Cadenet                                             | P2.0                                                          |
| 54°                                                              | 53                                                            | Kleine / Obid                                                 | Abarth 1300 OT                                                | Karl-Heinz Kleine                                             | P1.6                                                          |
| 55°                                                              | 77                                                            | Greger / Kraus                                                | Porsche 910                                                   | Vereinigung Südd. Auto Sportler                               | S2.0                                                          |
| 56°                                                              | 16                                                            | Pilette / Slotemaker                                          | Alfa Romeo T33/2 2.5                                          | Racing Team VDS                                               | P3.0                                                          |
| 57°                                                              | 96                                                            | Basche / Killenberg                                           | Chevron B8 BMW                                                | Chevron Germany                                               | S2.0                                                          |
| 58°                                                              | 81                                                            | Gold / Spice                                                  | Porsche 906                                                   | Nick Gold                                                     | S2.0                                                          |
| 59°                                                              | 28                                                            | Wängstre / Christofferson                                     | Ferrari Dino 206 S                                            | Bam-Bam                                                       | P2.0                                                          |
| 60°                                                              | 100                                                           | Linge / Bauer                                                 | Porsche 911 T                                                 | Paul-Ernst Strähle                                            | GT2.0                                                         |
| 61°                                                              | 48                                                            | Markey / Clydesdale                                           | Costin-Nathan GT Ford                                         | Falken Racing                                                 | P1.6                                                          |
| 62°                                                              | 66                                                            | Prophet / Nelson                                              | Lola T70 Mk.3 GT Chevrolet                                    | David Prophet                                                 | S5.0                                                          |
| 63°                                                              | 85                                                            | Galli / Giunti                                                | Alfa Romeo T33/2                                              | Alfa Romeo Deutschland                                        | S2.0                                                          |
| 64°                                                              | 45                                                            | Bridges / Lepp                                                | Chevron B8 Ford                                               | Bridges/Walker                                                | P1.6                                                          |
| 65°                                                              | 22                                                            | Wilson / Walker                                               | Lola T70P BRM                                                 | McKechnie Racing                                              | P3.0                                                          |
| 24 Horas de Le Mans 15/06/1969 Circuito de la Sarthe             |                                                               |                                                               |                                                               |                                                               |                                                               |
| Pos                                                              | N°                                                            | Piloto                                                        | Auto                                                          | Equipo                                                        | Clase                                                         |
| 1°                                                               | 6                                                             | Ickx / Oliver                                                 | Ford GT40                                                     | J. W. Automotive Engineering Ltd.                             | S5.0                                                          |
| 2°                                                               | 64                                                            | Herrmann / Larrousse                                          | Porsche 908 LH                                                | Porsche System Engineering                                    | P3.0                                                          |
| 3°                                                               | 7                                                             | Hobbs / Hailwood                                              | Ford GT40                                                     | J. W. Automotive Engineering Ltd.                             | S5.0                                                          |
| 4°                                                               | 33                                                            | Courage / Beltoise                                            | Matra MS650                                                   | Equipe Matra ELF                                              | P3.0                                                          |
| 5°                                                               | 32                                                            | Guichet / Vaccarella                                          | Matra MS630                                                   | Equipe Matra ELF                                              | P3.0                                                          |
| 6°                                                               | 68                                                            | Jöst / Kelleners                                              | Ford GT40                                                     | Deutche Auto Zeitung                                          | S5.0                                                          |
| 7°                                                               | 35                                                            | Galli / Widdows                                               | Matra MS630/650                                               | Equipe Matra ELF                                              | P3.0                                                          |
| 8°                                                               | 17                                                            | Zeccoli / Posey / Rodríguez                                   | Ferrari 250 LM                                                | N.A.R.T.                                                      | S5.0                                                          |
| 9°                                                               | 39                                                            | Poirot / Maublanc                                             | Porsche 910                                                   | Christian Poirot                                              | S2.0                                                          |
| 10°                                                              | 41                                                            | Gaban / Deprez                                                | Porsche 911 S                                                 | Jean-Pierre Gaban                                             | GT2.0                                                         |
| 11°                                                              | 40                                                            | Ballot-Léna / Chasseuil                                       | Porsche 911 T/R                                               | Auguste Veuillet                                              | GT2.0                                                         |
| 12°                                                              | 50                                                            | Serpaggi / Ethuin                                             | Alpine A210 Renault                                           | Société des Automobiles Alpine                                | P1.15                                                         |
| 13°                                                              | 44                                                            | Laurent / Marché                                              | Porsche 911 T/R                                               | Claude Laurent                                                | GT2.0                                                         |
| 14°                                                              | 67                                                            | Farjon / Dechaumel                                            | Porsche 911 S                                                 | Philippe Farjon                                               | GT2.0                                                         |
| 15°                                                              | 12                                                            | Elford / Attwood                                              | Porsche 917 LH                                                | Porsche System Engineering                                    | S5.0                                                          |
| 16°                                                              | 22                                                            | Lins / Kauhsen                                                | Porsche 908 LH                                                | Porsche System Engineering                                    | P3.0                                                          |
| 17°                                                              | 45                                                            | Wollek / Killy                                                | Alpine A210 Renault                                           | Société des Automobiles Alpine                                | P1.6                                                          |
| 18°                                                              | 66                                                            | Égreteaud / López                                             | Porsche 911 T/R                                               | Jean Egreteaud                                                | GT2.0                                                         |
| 19°                                                              | 18                                                            | Rodríguez / Piper                                             | Ferrari 312 P Coupe                                           | S.E.F.A.C. Ferrari                                            | P3.0                                                          |
| 20°                                                              | 29                                                            | Jabouille / Depailler                                         | Alpine A220/69 Renault                                        | Ecurie Savin Calberson                                        | P3.0                                                          |
| 21°                                                              | 23                                                            | Schütz / Mitter                                               | Porsche 908 LH                                                | Porsche System Engineering                                    | P3.0                                                          |
| 22°                                                              | 2                                                             | Bonnier / Gregory                                             | Lola T70 Mk.3B GT Chevrolet                                   | Scuderia Filipinetti                                          | S5.0                                                          |
| 23°                                                              | 1                                                             | Greder / Wisell                                               | Chevrolet Corvette                                            | Scuderia Filipinetti                                          | GT+2.0                                                        |
| 24°                                                              | 63                                                            | Mazzia / Mauroy                                               | Porsche 911 T/R                                               | Marcel Martin                                                 | GT2.0                                                         |
| 25°                                                              | 31                                                            | Thérier / Nicolas                                             | Alpine A220/68 Renault                                        | Société des Automobiles Alpine                                | P3.0                                                          |
| 26°                                                              | 34                                                            | Servoz-Gavin / Müller                                         | Matra MS630/650                                               | Equipe Matra ELF                                              | P3.0                                                          |
| 27°                                                              | 14                                                            | Stommelen / Ahrens, Jr.                                       | Porsche 917 LH                                                | Porsche System Engineering                                    | S5.0                                                          |
| 28°                                                              | 28                                                            | de Cortanze / Vinatier                                        | Alpine A220/69 Renault                                        | Société des Automobiles Alpine                                | P3.0                                                          |
| 29°                                                              | 8                                                             | Sadler / Vestey                                               | Ford GT40                                                     | Peter Sadler                                                  | S5.0                                                          |
| 30°                                                              | 43                                                            | Enever / Brown                                                | Chevron B8 BMW                                                | J.-C. Bamford Excavators Ltd.                                 | S2.0                                                          |
| 31°                                                              | 49                                                            | Foucteau / Compain                                            | Alpine A210 Renault                                           | Trophée Le Mans-Alpine                                        | P1.3                                                          |
| 32°                                                              | 38                                                            | Bourgoignie / Gosselin                                        | Alfa Romeo T33/2                                              | Racing Team V.D.S.                                            | P2.0                                                          |
| 33°                                                              | 20                                                            | Siffert / Redman                                              | Porsche 908/02 LH                                             | Hart Ski Racing Team                                          | P3.0                                                          |
| 34°                                                              | 30                                                            | Grandsire / Andruet                                           | Alpine A220/69 Renault                                        | Société des Automobiles Alpine                                | P3.0                                                          |
| 35°                                                              | 9                                                             | Gardner / Guthrie                                             | Ford GT40                                                     | Alan Mann Racing Ltd.                                         | S5.0                                                          |
| 36°                                                              | 59                                                            | Rey / Haldi                                                   | Ferrari 275 GTB/C                                             | Scuderia Filipinetti                                          | GT+2.0                                                        |
| 37°                                                              | 36                                                            | Pilette / Slotemaker                                          | Alfa Romeo T33/2 2.5                                          | Racing Team V.D.S.                                            | P3.0                                                          |
| 38°                                                              | 42                                                            | Wicky / Berney                                                | Porsche 911 T                                                 | Wicky Racing Team                                             | GT2.0                                                         |
| 39°                                                              | 62                                                            | Konig / Lanfranchi                                            | Nomad Mk.2 BRM                                                | Mark Konig                                                    | P2.0                                                          |
| 40°                                                              | 37                                                            | Baker                                                         | Healey SR Climax                                              | Donald Healey Motor Ltd.                                      | P2.0                                                          |
| 41°                                                              | 51                                                            | Zanetti / Locatelli                                           | Abarth 1000 SP                                                | Ecurie Fiat-Abarth France                                     | P1.15                                                         |
| 42°                                                              | 60                                                            | de Mortemart / Mésange                                        | Porsche 910                                                   | Robert Buchet                                                 | S2.0                                                          |
| 43°                                                              | 46                                                            | LeGuellec / Tramont                                           | Alpine A210 Renault                                           | Ecurie Savin Calberson                                        | P1.6                                                          |
| 44°                                                              | 19                                                            | Amon / Schetty                                                | Ferrari 312 P Coupe                                           | S.E.F.A.C. Ferrari                                            | P3.0                                                          |
| 45°                                                              | 10                                                            | Woolfe / Linge                                                | Porsche 917                                                   | John Woolfe Racing                                            | S5.0                                                          |
| 6 Horas de Watkins Glen 12/07/1969 Autódromo de Watkins Glen     |                                                               |                                                               |                                                               |                                                               |                                                               |
| Pos                                                              | N°                                                            | Piloto                                                        | Auto                                                          | Equipo                                                        | Clase                                                         |
| 1°                                                               | 1                                                             | Siffert / Redman                                              | Porsche 908/02 Flunder                                        | Porsche of Austria                                            | P3.0                                                          |
| 2°                                                               | 4                                                             | Elford / Attwood                                              | Porsche 908/02                                                | A. G. Dean Racing Ltd.                                        | P3.0                                                          |
| 3°                                                               | 2                                                             | Buzzetta / Lins                                               | Porsche 908/02                                                | Porsche of Austria                                            | P3.0                                                          |
| 4°                                                               | 9                                                             | Servoz-Gavin / Rodríguez                                      | Matra MS650                                                   | Matra of France                                               | P3.0                                                          |
| 5°                                                               | 7                                                             | Jöst / Kelleners                                              | Ford GT40                                                     | Racing Team Deutsche Auto Zeitung                             | S5.0                                                          |
| 6°                                                               | 12                                                            | Baker / Smothers / Sell                                       | Porsche 906 E                                                 | Dick Smothers Racing                                          | P2.0                                                          |
| 7°                                                               | 14                                                            | DeLorenzo / Lang                                              | Chevrolet Corvette Sting Ray                                  | Owens-Corning Fiberglas Racing Team                           | GT+2.0                                                        |
| 8°                                                               | 58                                                            | Gregg / Haywood                                               | Porsche 911 S                                                 | Brumos Porsche Corp.                                          | GT2.0                                                         |
| 9°                                                               | 30                                                            | Esseks / Paul                                                 | Chevrolet Corvette 427                                        | Robert D. Esseks                                              | GT+2.0                                                        |
| 10°                                                              | 39                                                            | Petermann / Beimler / Brezinka                                | Porsche 906                                                   | Rainer Brezinka                                               | S2.0                                                          |
| 11°                                                              | 71                                                            | Jennings / Downs                                              | Porsche 911 T                                                 | PART - Bruce Jennings                                         | GT2.0                                                         |
| 12°                                                              | 68                                                            | Rahal / Wise / Terrell                                        | Porsche 906                                                   | Nationwide Food Brokers                                       | S2.0                                                          |
| 13°                                                              | 48                                                            | McDaniel / Pieper                                             | Zink VSR Volkswagen                                           | HRH Corporation                                               | P2.0                                                          |
| 14°                                                              | 72                                                            | Netterstrom / Kelly                                           | Porsche 911 T                                                 | PART - Bruce Jennings                                         | GT2.0                                                         |
| 15°                                                              | 11                                                            | Bonnier / Müller                                              | Lola T70 Mk.3B GT Chevrolet                                   | Scuderia Filipinetti                                          | S5.0                                                          |
| 16°                                                              | 10                                                            | Guichet / Widdows                                             | Matra MS630/650                                               | Matra of France                                               | P3.0                                                          |
| 17°                                                              | 52                                                            | Everett / Bailey / Locke                                      | Porsche 911 T                                                 | PART                                                          | GT2.0                                                         |
| 18°                                                              | 5                                                             | Ickx / Oliver                                                 | Mirage M3/300 Ford                                            | J. W. Automotive Engineering                                  | P3.0                                                          |
| 19°                                                              | 26                                                            | Grossman / Yenko                                              | Chevrolet Camaro 427 Coupe                                    | Yenko Sports Cars, Inc.                                       | GT+2.0                                                        |
| 20°                                                              | 88                                                            | Bienvenue / Duval / Baird                                     | Porsche 911 S                                                 | Jacques Bienvenue                                             | GT2.0                                                         |
| 21°                                                              | 37                                                            | Oest / Kalatzich                                              | Porsche 904                                                   | Auto Enterprises                                              | S2.0                                                          |
| 22°                                                              | 24                                                            | Grant / Brown                                                 | Ford GT40                                                     | Auto Enterprises                                              | S5.0                                                          |
| 23°                                                              | 77                                                            | Duval / Nicholas                                              | Porsche 911 T                                                 | Jacques Duval                                                 | GT2.0                                                         |
| 24°                                                              | 73                                                            | Richards / Baker                                              | Austin-Healey Sprite                                          | Ring Free Racing Team                                         | P2.0                                                          |
| 25°                                                              | 15                                                            | Thompson / Morrison                                           | Chevrolet Corvette 427                                        | Owens-Corning Fiberglas Racing Team                           | GT+2.0                                                        |
| 26°                                                              | 94                                                            | Meaney / Caruso                                               | Porsche 911 S                                                 | Ralph Meaney                                                  | GT2.0                                                         |
| 27°                                                              | 27                                                            | Cuomo / Cameron                                               | Austin-Healey Sprite                                          | Arthur D. Tuckerman                                           | P2.0                                                          |
| 28°                                                              | 75                                                            | Harrison / Barrell                                            | Unipower GT BMC                                               | Canada                                                        | P2.0                                                          |
| 1000 Kilómetros de Zeltweg 10/08/1969 Circuito de Zeltweg        |                                                               |                                                               |                                                               |                                                               |                                                               |
| Pos                                                              | N°                                                            | Piloto                                                        | Auto                                                          | Equipo                                                        | Clase                                                         |
| 1°                                                               | 29                                                            | Siffert / Ahrens, Jr.                                         | Porsche 917                                                   | Karl Freiherr v. Wendt                                        | S5.0                                                          |
| 2°                                                               | 33                                                            | Bonnier / Müller                                              | Lola T70 Mk.3B GT Chevrolet                                   | Scuderia Filipinetti                                          | S5.0                                                          |
| 3°                                                               | 30                                                            | Attwood / Redman                                              | Porsche 917                                                   | David Piper Racing Ltd.                                       | S5.0                                                          |
| 4°                                                               | 11                                                            | Gregory / Broström                                            | Porsche 908/02                                                | Sport Cars Brostrom                                           | P3.0                                                          |
| 5°                                                               | 41                                                            | Lins / Larrousse                                              | Porsche 908/02 LH                                             | Porsche Salzburg                                              | P3.0                                                          |
| 6°                                                               | 5                                                             | Kauhsen / von Wendt                                           | Porsche 908/02 LH                                             | Porsche Salzburg                                              | P3.0                                                          |
| 7°                                                               | 3                                                             | Neuhaus / Fröhlich                                            | Porsche 908/02                                                | Racing Team Gesipa                                            | P3.0                                                          |
| 8°                                                               | 34                                                            | Marko / Gerin                                                 | Porsche 910                                                   | Richard Gerin                                                 | S2.0                                                          |
| 9°                                                               | 23                                                            | Kraus / Basche                                                | Porsche 910                                                   | Vereinigung Südd. Automobilsportler                           | S2.0                                                          |
| 10°                                                              | 12                                                            | Krause / Weigel                                               | Porsche 907 2.2                                               | Helmut Krause                                                 | P3.0                                                          |
| 11°                                                              | 20                                                            | Bradley / Spoerry                                             | Porsche 910                                                   | Bill Bradley                                                  | S2.0                                                          |
| 12°                                                              | 22                                                            | Blank / Ditzler                                               | Porsche 910                                                   | Hart Ski Racing Team                                          | S2.0                                                          |
| 13°                                                              | 15                                                            | Enever / Brown                                                | Chevron B8 BMW                                                | J. C. B. Ltd.                                                 | S2.0                                                          |
| 14°                                                              | 24                                                            | Blatzheim / von Hohenzollern                                  | Porsche 910                                                   | Blatzheim                                                     | S2.0                                                          |
| 15°                                                              | 18T                                                           | Brodner / Peter                                               | Porsche 910                                                   | Elan Racing Team                                              | S2.0                                                          |
| 16°                                                              | 27                                                            | Linge / Bauer                                                 | Porsche 911 T                                                 | Paul Strähle                                                  | GT2.0                                                         |
| 17°                                                              | 19                                                            | Zadra / Dalla Torre                                           | Alfa Romeo T33/2                                              | Antonio Zadra                                                 | S2.0                                                          |
| 18°                                                              | 37                                                            | Stenzel / Schmid                                              | Porsche 911 T                                                 | Hans-Dieter Weigel                                            | GT2.0                                                         |
| 19°                                                              | 38                                                            | Herrmann / Sindel                                             | Porsche 911 T                                                 | Edgar Herrmann                                                | GT2.0                                                         |
| 20°                                                              | 40                                                            | Abdon / Ilotte                                                | Porsche 911 T                                                 | Mario Ilotte                                                  | GT2.0                                                         |
| 21°                                                              | 25                                                            | Stuppacher / Lauda                                            | Porsche 910                                                   | Bosch-Racing-Team                                             | S2.0                                                          |
| 22°                                                              | 6                                                             | Giunti / Galli                                                | Alfa Romeo T33/3                                              | Autodelta S.p.A.                                              | P3.0                                                          |
| 23°                                                              | 32                                                            | Quester / Piper                                               | Lola T70 Mk.3B GT Chevrolet                                   | David Piper Racing Ltd.                                       | S5.0                                                          |
| 24°                                                              | 10                                                            | Koch / Dechent                                                | Porsche 908/02                                                | German B. G. Racing Team                                      | P3.0                                                          |
| 25°                                                              | 2                                                             | Pilette / Slotemaker                                          | Alfa Romeo T33/2 2.5                                          | Racing Team VDS                                               | P3.0                                                          |
| 26°                                                              | 26                                                            | Pust / Huber                                                  | Porsche 906                                                   | Valvoline-RAR-Team                                            | P2.0                                                          |
| 27°                                                              | 16                                                            | Edwards / Franey                                              | Chevron B8 BMW                                                | Tor-Line Racing                                               | S2.0                                                          |
| 28°                                                              | 14                                                            | Gosselin / Bourgoignie                                        | Alfa Romeo T33/2                                              | Racing Team V.D.S.                                            | S2.0                                                          |
| 29°                                                              | 28                                                            | Bohlmeier / Klocke                                            | Porsche 910                                                   | Racing Team Ben Hur                                           | S2.0                                                          |
| 30°                                                              | 35                                                            | Johnson / Gräper                                              | Chevron B8 BMW                                                | Roy Johnson Racing Team                                       | S2.0                                                          |
| 31°                                                              | 42                                                            | Servoz-Gavin / Rodríguez                                      | Matra MS650                                                   | Ecurie Matra Elf                                              | P3.0                                                          |
| 32°                                                              | 9                                                             | Ickx / Oliver                                                 | Mirage M3/300 Ford                                            | J. W. Automotive Ltd,                                         | P3.0                                                          |
| 33°                                                              | 7                                                             | de Adamich / Vaccarella                                       | Alfa Romeo T33/3                                              | Autodelta S.p.A.                                              | P3.0                                                          |
| 34°                                                              | 1                                                             | Manfredini / Moretti                                          | Porsche 907                                                   | Scuderia Picchio Rosso                                        | P2.0                                                          |
| 35°                                                              | 8                                                             | Casoni / Zeccoli                                              | Alfa Romeo T33/3                                              | Autodelta S.p.A.                                              | P3.0                                                          |
| 36°                                                              | 21                                                            | Rieder / Hofer                                                | Porsche 906                                                   | Bosch-Racing-Team                                             | S2.0                                                          |

## Posiciones finales
| CONSTRUCTORES    | CONSTRUCTORES  | CONSTRUCTORES |
| Pos              | Equipo         | Puntos        |
| ---------------- | -------------- | ------------- |
| 1°               | Porsche        | 45            |
| 2°               | Ford           | 25            |
| 3°               | Lola           | 20            |
| 4°               | Ferrari        | 15            |
| 5°               | Matra          | 6             |
| 6°               | Chevron        | 3             |
| 7°               | Alfa Romeo     | 3             |
| 8°               | Alpine-Renault | 1             |
| CONSTRUCTORES GT |                |               |
| Pos              | Equipo         | Puntos        |
| 1°               | Porsche        | 45            |
| 2°               | Chevrolet      | 24            |
| 3°               | Ferrari        | 7             |
| 4°               | Lancia         | 5             |
| 5°               | MG             | 2             |

| Predecesor: WSC 1968 | Campeonato Mundial de Resistencia 1969 | Sucesor: WSC 1970 |

- Datos: Q2741668
- Multimedia: 1969 in World Sportscar Championship / Q2741668